# نظام معلومات الأرض
نظام معلومات الأراضي، هو نظام معلومات جغرافية لرسم خرائط المساحة واستخدامات الأراضي، وعادة ما تستخدمه الحكومات المحلية.
يتكون نظم معلومات الأرض من سجل عقاري دقيق وحديث وموثوق لسجل الأراضي والسمات المرتبطة به والبيانات المكانية التي تمثل الحدود القانونية لحيازة الأراضي وتوفر طبقة أساسية حيوية قادرة على الاندماج في انظمة جغرافية أخرى أو كحَل مستقل يسمح لمقدمي البيانات لإسترداد وإنشاء وتحديث وتخزين وعرض وتحليل ونشر معلومات الأرض

## أهمية
1. قطعة الأرض هي الوحدة الأساسية للوصول والتحكم في قرارات استخدام الأراضي.
2. معلومات الأراضي الحالية والموثوقة اللازمة للعديد من البرامج العامة: تخطيط الأراضي، وتطوير البنية التحتية وصيانتها، وحماية البيئة وإدارة الموارد، وخدمات الطوارئ، وبرامج الخدمة الاجتماعية وما إلى ذلك.
3. يوفر LIS قاعدة لأسواق الأراضي والتنمية والأنشطة الاقتصادية الأخرى.
4. يساعد LIS في تحديث الخرائط.